# Sommer-Paralympics 2012
Die XIV. Paralympischen Sommerspiele wurden vom 29. August bis 9. September 2012 in London ausgetragen. Der Vertrag der Austragungsländer mit dem IOC legt fest, dass die Paralympics denselben Austragungsort wie die Olympischen Spiele nutzen.
Zum ersten Mal wurden die Olympischen Sommerspiele und die  Paralympischen Spiele von Anfang an gemeinsam geplant. Es nahmen 4452 Sportler aus 164 Nationen teil, die bislang größte Athletenanzahl bei den Paralympics; 16 Nationen waren erstmals vertreten.

## Sportarten, Zeitplan und Ergebnisse
Während der Sommer-Paralympics wurden insgesamt 503 Wettkämpfe in 20 Sportarten ausgetragen. Hinweis: Die Links der Sportarten verweisen auf die Ergebnisse. Zur Beschreibung einzelner Sportarten siehe auch Blindenfußball (5er-Fußball), Goalball, Rollstuhlbasketball, Rollstuhlrugby, Rollstuhltennis, Behindertenreitsport.
| Eröffnung                                              |     |     |     |    |    |    |    |    |    |    |    |    |        |
| Boccia                                                 |     |     |     |    |    |    | 3  |    |    |    | 4  |    | 7      |
| Bogenschießen                                          |     |     |     |    |    | 4  | 3  | 2  |    |    |    |    | 9      |
| 5er-Fußball (Blindenfußball)                           |     |     |     |    |    |    |    |    |    |    | 1  |    | 1      |
| 7er-Fußball (für Sportler mit Cerebralparese, Spastik) |     |     |     |    |    |    |    |    |    | 1  |    |    | 1      |
| Goalball                                               |     |     |     |    |    |    |    |    |    | 2  |    |    | 2      |
| Judo                                                   |     | 4   | 4   | 5  |    |    |    |    |    |    |    |    | 13     |
| Leichtathletik                                         |     |     | 11  | 17 | 20 | 17 | 21 | 20 | 21 | 16 | 23 | 4  | 170    |
| Powerlifting (Bankdrücken)                             |     | 2   | 3   | 3  | 3  | 3  | 3  | 3  |    |    |    |    | 20     |
| Radsport (Bahn)                                        |     | 5   | 5   | 5  | 3  |    |    |    |    |    |    |    | 18     |
| Radsport (Straße)                                      |     |     |     |    |    |    |    | 18 | 4  | 6  | 4  |    | 32     |
| Reiten                                                 |     |     |     | 2  | 4  | 2  | 3  |    |    |    |    |    | 11     |
| Rollstuhlbasketball                                    |     |     |     |    |    |    |    |    |    | 1  | 1  |    | 2      |
| Rollstuhlfechten                                       |     |     |     |    |    |    | 4  | 4  | 2  | 2  | 2  |    | 12     |
| Rollstuhlrugby                                         |     |     |     |    |    |    |    |    |    |    |    | 1  | 1      |
| Rollstuhltennis                                        |     |     |     |    |    |    |    | 1  |    | 2  | 3  |    | 6      |
| Rudern                                                 |     |     |     |    | 4  |    |    |    |    |    |    |    | 4      |
| Schießen                                               |     | 2   | 2   | 2  | 1  | 1  | 1  | 1  | 2  |    |    |    | 12     |
| Schwimmen                                              |     | 15  | 15  | 15 | 14 | 14 | 15 | 15 | 15 | 15 | 15 |    | 148    |
| Segeln                                                 |     |     |     |    |    |    |    |    | 3  |    |    |    | 3      |
| Sitzvolleyball                                         |     |     |     |    |    |    |    |    |    | 1  | 1  |    | 2      |
| Tischtennis                                            |     |     |     |    | 11 | 10 |    |    |    | 4  | 4  |    | 29     |
| Abschluss                                              |     |     |     |    |    |    |    |    |    |    |    |    |        |
| Medaillenentscheidungen                                |     | 28  | 39  | 49 | 60 | 51 | 53 | 64 | 47 | 46 | 59 | 6  | 503    |
|                                                        | Mi  | Do  | Fr  | Sa | So | Mo | Di | Mi | Do | Fr | Sa | So | Gesamt |
| August/September                                       | 29. | 30. | 31. | 1. | 2. | 3. | 4. | 5. | 6. | 7. | 8. | 9. |        |

## Teilnehmende Nationen
An den Sommer-Paralympics 2012 nahmen 4452 Athleten aus 164 Nationen teil. Damit waren diese Paralympischen Sommerspiele die mit den meisten Teilnehmern der Geschichte der Paralympics. 16 Nationen waren erstmals vertreten. In Klammern steht die Zahl der teilnehmenden Athleten.
| - Ägypten (40) - Äthiopien (4) - Afghanistan (1) - Albanien (1) - Algerien (33) - Amerikanische Jungferninseln (1) - Andorra (1) - Angola (4) - Antigua und Barbuda (1) - Argentinien (63) - Armenien (2) - Aserbaidschan (21) - Australien (172) - Bahrain (2) - Barbados (1) - Belarus (33) - Belgien (42) - Benin (1) - Bermuda (1) - Bosnien und Herzegowina (12) - Brasilien (185) - Brunei (1) - Bulgarien (8) - Burkina Faso (2) - Burundi (1) - Chile (7) - China, Volksrepublik (294) - Costa Rica (3) - Chinesisch Taipeh (Taiwan) (18) - Dänemark (28) - Deutschland (161) - Dschibuti (1) - Dominikanische Republik (3) - Ecuador (2) - Elfenbeinküste (4) - El Salvador (1) - Estland (3) - Färöer (1) - Fidschi (1) - Finnland (35) - Frankreich (157) - Gabun (1) - Gambia (2) - Georgien (2) - Ghana (4) - Griechenland (67) - Großbritannien (304) - Guatemala (1) - Guinea-Bissau (2) - Haiti (3) - Honduras (1) - Hongkong (28) - Indien (10) - Indonesien (4) - Irak (19) - Iran (80) | - Irland (58) - Island (4) - Israel (25) - Italien (102) - Jamaika (3) - Japan (137) - Jordanien (9) - Kambodscha (1) - Kamerun (1) - Kanada (157) - Kap Verde (1) - Kasachstan (7) - Katar (1) - Kenia (13) - Kirgisistan (1) - Kolumbien (39) - Komoren (1) - Kongo, Demokratische Republik (2) - Korea, Demokratische Volksrepublik (1) - Korea, Republik (89) - Kroatien (25) - Kuba (24) - Kuwait (6) - Laos (1) - Lesotho (1) - Lettland (8) - Libanon (1) - Liberia (1) - Litauen (11) - Libyen (2) - Macau (2) - Madagaskar (1) - Malaysia (22) - Mali (1) - Malta (1) - Marokko (32) - Mauretanien (2) - Mauritius (2) - Mazedonien (2) - Mexiko (81) - Moldau (2) - Mongolei (6) - Montenegro (1) - Mosambik (2) - Myanmar (2) - Namibia (5) - Nepal (2) - Neuseeland (29) - Nicaragua (2) - Niederlande (92) - Niger (2) - Nigeria (29) - Norwegen (23) - Österreich (35) - Oman (2) - Osttimor (1) | - Pakistan (2) - Palästina (2) - Panama (2) - Papua-Neuguinea (2) - Peru (1) - Philippinen (8) - Polen (101) - Portugal (30) - Puerto Rico (2) - Ruanda (14) - Rumänien (7) - Russland (183) - Salomonen (1) - Sambia (2) - Samoa (2) - San Marino (1) - Saudi-Arabien (4) - Schweden (59) - Schweiz (29) - Senegal (1) - Serbien (13) - Sierra Leone (1) - Simbabwe (2) - Singapur (8) - Slowakei (33) - Slowenien (22) - Spanien (148) - Sri Lanka (7) - Südafrika (65) - Suriname (1) - Syrien (5) - Tadschikistan (1) - Tansania (1) - Thailand (50) - Tonga (1) - Trinidad und Tobago (2) - Tschechien (52) - Tunesien (31) - Türkei (69) - Turkmenistan (5) - Uganda (2) - Ukraine (151) - Ungarn (33) - Uruguay (1) - Usbekistan (10) - Vanuatu (1) - Venezuela (28) - Vereinigte Arabische Emirate (15) - Vereinigte Staaten (233) - Vietnam (11) - Zentralafrikanische Republik (1) - Zypern (3) |

## Erfolgreichste Sportler

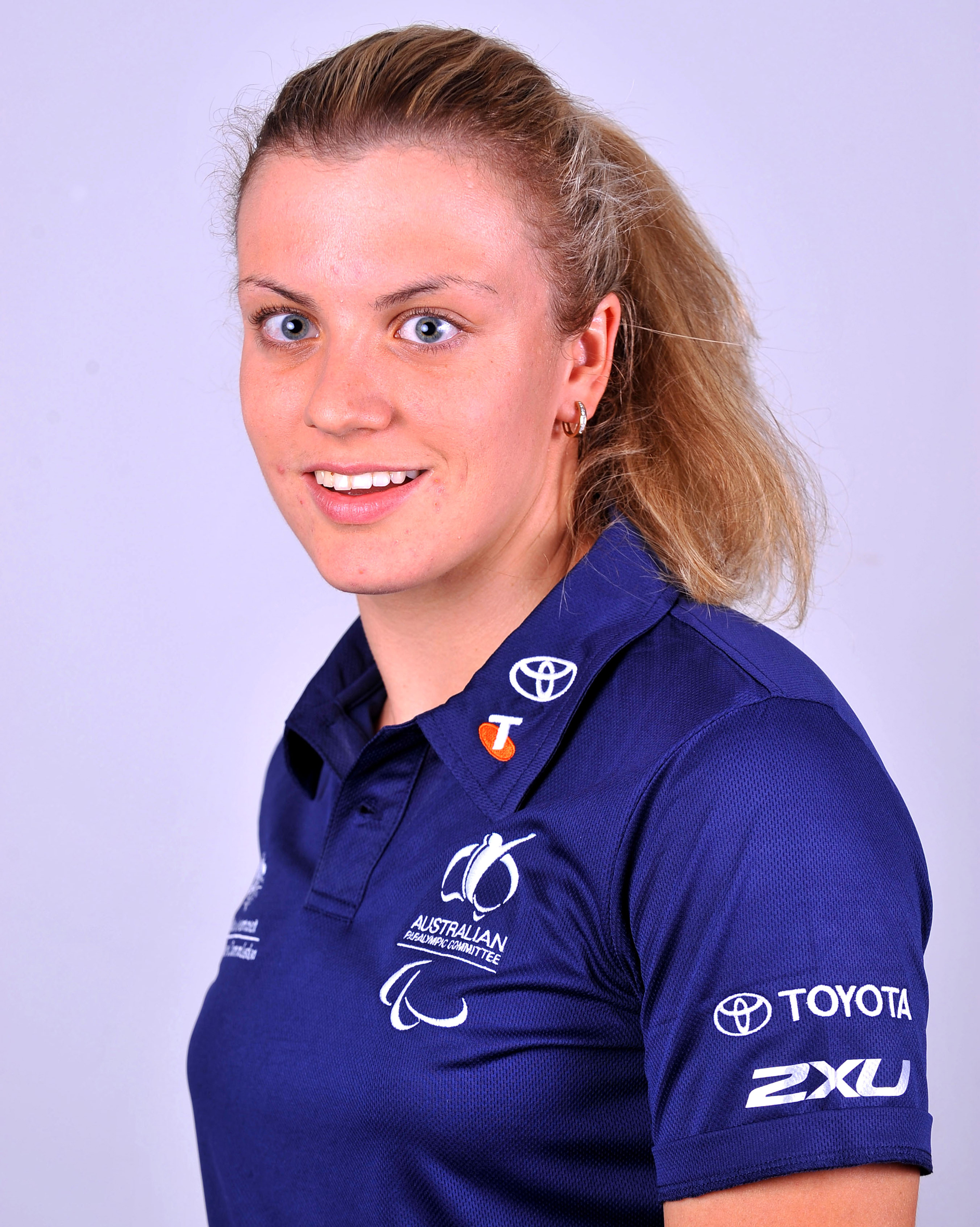
Jacqueline Freney (2012), erfolgreichste Sportlerin der Sommer-Paralympics 2012

Liste der erfolgreichsten Paralympics-Teilnehmer mit mindestens vier Goldmedaillen:
| Erfolgreichsten Teilnehmer (mit mind. vier Goldmedaillen) | Erfolgreichsten Teilnehmer (mit mind. vier Goldmedaillen) | Erfolgreichsten Teilnehmer (mit mind. vier Goldmedaillen) | Erfolgreichsten Teilnehmer (mit mind. vier Goldmedaillen) | Erfolgreichsten Teilnehmer (mit mind. vier Goldmedaillen) | Erfolgreichsten Teilnehmer (mit mind. vier Goldmedaillen) | Erfolgreichsten Teilnehmer (mit mind. vier Goldmedaillen) | Erfolgreichsten Teilnehmer (mit mind. vier Goldmedaillen) |
| Rang                                                      | Sportler                                                  | Land                                                      | Disziplin                                                 | Gold                                                      | Silber                                                    | Bronze                                                    | Gesamt                                                    |
| --------------------------------------------------------- | --------------------------------------------------------- | --------------------------------------------------------- | --------------------------------------------------------- | --------------------------------------------------------- | --------------------------------------------------------- | --------------------------------------------------------- | --------------------------------------------------------- |
| 1                                                         | Jacqueline Freney                                         | Australien                                                | Schwimmen                                                 | 8                                                         | —                                                         | —                                                         | 8                                                         |
| 2                                                         | Daniel Dias                                               | Brasilien                                                 | Schwimmen                                                 | 6                                                         | —                                                         | —                                                         | 6                                                         |
| 3                                                         | Matthew Cowdrey                                           | Australien                                                | Schwimmen                                                 | 5                                                         | 2                                                         | 1                                                         | 8                                                         |
| 3                                                         | Jessica Long                                              | Vereinigte Staaten                                        | Schwimmen                                                 | 5                                                         | 2                                                         | 1                                                         | 8                                                         |
| 5                                                         | Ihar Boki                                                 | Belarus                                                   | Schwimmen                                                 | 5                                                         | 1                                                         | —                                                         | 6                                                         |
| 6                                                         | Oxana Sawtschenko                                         | Russland                                                  | Schwimmen                                                 | 5                                                         | —                                                         | —                                                         | 5                                                         |
| 7                                                         | Ellie Cole                                                | Australien                                                | Schwimmen                                                 | 4                                                         | —                                                         | 2                                                         | 6                                                         |
| 8                                                         | Martin Raymound                                           | Vereinigte Staaten                                        | Leichtathletik                                            | 4                                                         | —                                                         | —                                                         | 4                                                         |
| 8                                                         | Sarah Storey                                              | Vereinigtes Königreich                                    | Radsport (Straße)                                         | 4                                                         | —                                                         | —                                                         | 4                                                         |
| 8                                                         | David Weir                                                | Vereinigtes Königreich                                    | Leichtathletik                                            | 4                                                         | —                                                         | —                                                         | 4                                                         |
| 8                                                         | Qing Xu                                                   | Volksrepublik China                                       | Schwimmen                                                 | 4                                                         | —                                                         | —                                                         | 4                                                         |
| 8                                                         | Yang Yang                                                 | Volksrepublik China                                       | Schwimmen                                                 | 4                                                         | —                                                         | —                                                         | 4                                                         |